# 第三二二海軍航空隊
第三二二海軍航空隊（だいさんふたふたかいぐんこうくうたい）は、日本海軍の航空部隊の一つ。

## 沿革
- 昭和19年（1944年）3月15日 - 香取航空基地で開隊。所管:横須賀鎮守府、原駐基地:豊橋航空基地と定められる。第1航空艦隊第62航空戦隊隷下。戦闘第804飛行隊(定数・夜間戦闘機24機)を指揮下に置く。機材無し。軍隊区分東号作戦部隊に配置。
  - 21日 - 第321海軍航空隊から機材を借用し、飛行訓練開始。以後特記無き限り、他隊からの機材の借用および譲渡、新規機材の受領、他隊への機材の供給を繰り返しつつ香取航空基地で訓練に従事。

- 昭和19年（1944年）5月5日 - 第62航空戦隊より除かれ、連合艦隊付属に編入。 
  - 20日 - 東号作戦の発令により人員機材を横須賀海軍航空隊に派遣。
  - 24日 - 東号作戦部隊編成を解除。

- 昭和19年（1944年）6月15日 - 東号作戦の発令により人員機材を横須賀海軍航空隊に派遣。
  - 16日 - 第2航空艦隊に編入。
  - 29日 - 東号作戦部隊編成を解除。

- 昭和19年（1944年）7月10日 - 解隊。戦闘第804飛行隊は第141海軍航空隊へ転出。

## 主力機種
- 月光
- 二式陸上偵察機
- 九九式艦上爆撃機

## 航空隊司令
1. 棚町整 中佐：1944年3月15日 - 1944年7月10日